# دانيال أدوغار
دانيال أدوغار (بالإسبانية: Daniel Andújar)‏ هو عداء المسافات المتوسطةعداء مسافات متوسطة إسباني، ولد في 14 مايو 1994 في سان فيسينتي ديل راسبايج في إسبانيا.

## وصلات خارجية
- دانيال أدوغار على موقع الاتحاد الدولي لألعاب القوى (الإنجليزية)
- دانيال أدوغار على موقع أوليمبيديا (الإنجليزية)